# Mammendorf
Mammendorf est une commune de Bavière (Allemagne), située dans l'arrondissement de Fürstenfeldbruck, dans le district de Haute-Bavière, à 35 km à l’ouest de Munich et à 8 km de Fürstenfeldbruck.

## Géographie
La commune est traversée par la rivière Maisach. Elle englobe les localités de Nannhofen et Peretshofen.

### Transports
La gare de « Mammendorf-Nannhofen » marque le terminus de la ligne 4 du R.E.R munichois ainsi que celle de la ligne R1 du réseau de transport augsbourgeois (AVV). La ville est traversée par la Bundesstraße 2, une route nationale qui relie le Brandebourg à la frontière autrichienne.

## Histoire
En 2008, la commune fondée par les Bavariis a célébré ses 1250 ans. Le nom de Mammendorf est mentionné la première fois dans un acte de donation vers les années 758 et 763, ce qui en fait l’un des plus vieux villages de la région. Des tombes découvertes sur la commune laissent à penser que celle-ci est probablement habitée depuis 4000 ans. De plus, les bois au nord de Nannhofen abritent quelques tumulus celtiques.

## Personnalité liée à la commune
- Gerhard Merz (de), artiste né à Mammendorf.

## Jumelages
- Brem-sur-Mer (France)

## Monuments

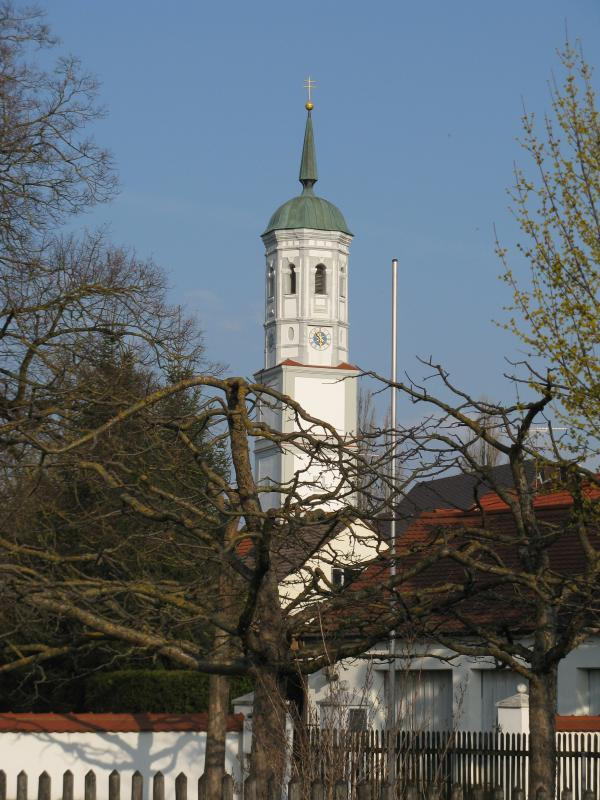
Église Saint-Jacques
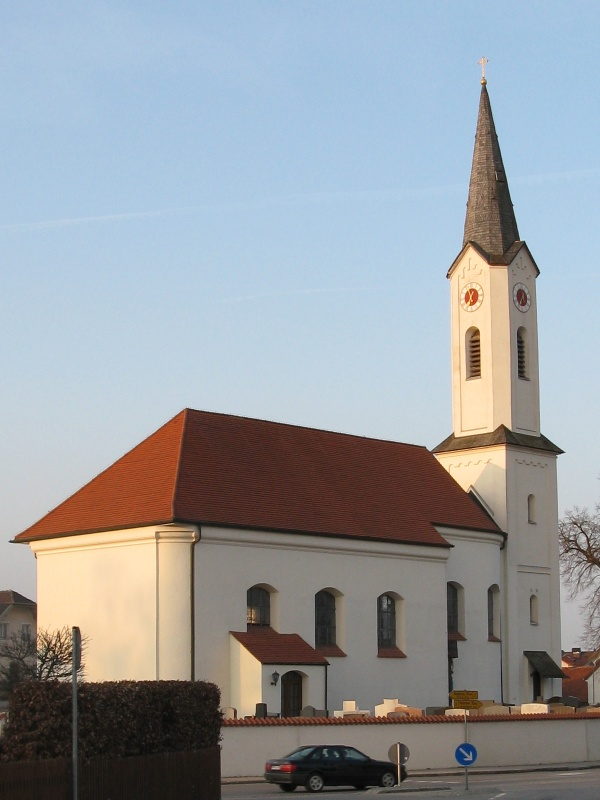
Église Saints-Nicolas-et-Sylvestre